# Dimitrios Voulgaris
Dimitrios Voulgaris (in greco Δημήτριος Βούλγαρης?; Idra, 20 dicembre 1802 – 10 gennaio 1878) è stato un politico greco arvanita, otto volte Primo ministro della Grecia: dall'11 ottobre 1855 al 25 novembre 1857, dal 23 ottobre 1862 al 21 febbraio 1863, dal 6 novembre 1863 al 17 marzo 1864, dal 15 novembre 1865 al 18 novembre 1865, dal 21 giugno 1866 al 30 dicembre 1866, dal 6 febbraio 1868 al 6 febbraio 1869, dal 6 gennaio 1872 al 20 luglio 1872, dal 21 febbraio 1874 all'8 maggio 1875.

## Biografia
Allo scoppio della guerra d'indipendenza greca nel 1821, prese parte ad operazioni navali contro le forze ottomane. Dopo l'indipendenza della Grecia nel 1830, Voulgaris entrò in politica; la sua carriera sarà caratterizzata da un'aspra rivalità con Giovanni Capodistria.
Soprannominato "Tsoumpes" per il suo abbigliamento in stile ottomano, nel 1843 venne eletto in Senato e nel 1847 divenne ministro della Marina. Nel 1855 venne nominato primo ministro durante la guerra di Crimea.
Nel 1862 partecipò al golpe contro re Ottone I.